# Thomas Woolston
Pour les articles homonymes, voir Woolston.
Thomas Woolston (1669-1733) fut un déiste anglais.
Né à Northampton, il étudia la théologie à Cambridge puis occupa une chaire au collège de Sidney Sussex dans cette même université, chaire qu'il perdit à cause de la hardiesse de ses opinions.
En effet, il se fit l'avocat ardent de l'interprétation allégorique des Écritures, théorie qu'il exposa dans ses ouvrages The Old Apology for the Truth of the Christian Religion against the Jews and Gentiles Revived (1705) et The Moderator between an Infidel and an Apostate (1725), ainsi que dans ses Discours (1727-29), où il présente les miracles de Jésus-Christ comme de pures allégories.
Ces publications lui valurent d'être déféré au tribunal séculier en 1729, condamné à l'amende et jeté dans une prison où il resta jusqu'à sa mort.

## Source
Marie-Nicolas Bouillet  et Alexis Chassang (dir.), « Thomas Woolston » dans Dictionnaire universel d’histoire et de géographie, 1878 (lire sur Wikisource)